# Vermina
Vermina (en llatí Vermina) va ser rei de Numídia. Era fill de Sifax.
Sifax era rei dels massesilis, la tribu més occidental dels númides. Vermina va dirigir les forces númides juntament amb el seu pare l'any 204 aC contra Masinissa, i aquesta és la primera vegada que Vermina és esmentat. Van derrotar Masinissa però a l'any següent, el 203 aC, Sifax va ser derrotat i finalment fet presoner el 202 aC.
Vermina el va succeir i es va mantenir lleial a l'aliança cartaginesa. Ja s'havia unit a Hanníbal tan bon punt va desembarcar a Àfrica a la tornada d'Itàlia l'any 203 aC. Al moment de la batalla de Zama, el 202 aC, estava reunint tropes als seus dominis i quan va arribar al lloc del combat la batalla s'havia lliurat feia molt poc. Atacat pels romans el seu exèrcit va ser derrotat i va patir fortes pèrdues, uns quinze mil homes van morir, i a més els romans van fer 1200 presoners.
Vermina va fugir amb dificultat acompanyat només d'uns quants cavallers. No li quedava altra alternativa que la submissió i el 200 aC va enviar una ambaixada a Roma demanant perdó i suplicant al senat de ser reconegut rei de Numídia, aliat i amic dels romans. El senat va contestar que primer havia de demanar la pau i després se li enviaria una comissió per avaluar la situació i dictar els termes en què la pau li seria concedida. Així ho va fer i va rebre amb gran respecte als comissionats. Els termes de l'acord de pau que es va signar són desconeguts però la major part del regne va ser transferit a Masinissa I. Ja no torna a aparèixer.